# Бежиці (Нижньосілезьке воєводство)
Бежиці (пол. Bierzyce) — село в Польщі, у гміні Длуґоленка Вроцлавського повіту Нижньосілезького воєводства.
Населення — 349 осіб (2011).
У 1975-1998 роках село належало до Вроцлавського воєводства.

## Демографія
Демографічна структура станом на 31 березня 2011 року:
|          | Загалом | Допрацездатний вік | Працездатний вік | Постпрацездатний вік |
| -------- | ------- | ------------------ | ---------------- | -------------------- |
| Чоловіки | 172     | 36                 | 119              | 17                   |
| Жінки    | 177     | 38                 | 113              | 26                   |
| Разом    | 349     | 74                 | 232              | 43                   |